# Битва біля Василева
Битва біля Василева — одна з битв русько-печенізьких воєн. Згідно з літописним повідомленням, битва відбулася під стінами літописного Василева 6 серпня 995 року. Печеніги обложили недавно збудований київським князем град і він вийшов з Києва на підмогу з нечисельною дружиною. Про перебіг битви відомо мало, завершилася вона поразкою війська князя Володимира Святославича, який сам ледве вцілів завдяки тому, що зміг заховатися під мостом.

## Опис в літописі
Прийшли печеніги до Василева, і Володимир з невеликою дружиною вийшов супроти них. А коли зступилися вони, не зміг Володимир усто|яти проти [натиску їх]. Підбігши, став він під мостом і ледве укрився од противників. І тоді обіцявся Володимир поставити у Василеві церкву святого Преображення, бо був празник Преображення господнього в той день, коли сталась ця січа. Оскільки Володимир уник [небезпеки] сеї, він поставив церкву і справляв празник, зваривши триста перевар меду. І скликав він бояр своїх, і посадників, і старійшин по всіх городах, і людей многих, і роздав триста гривень убогим. І празникував князь Володимир тут вісім днів, і вертався до Києва на Успіння святої богородиці.